# 石川直
石川 直（いしかわ なおき、Naoki Ishikawa、1975年6月9日 - ）は、ドラマー、パーカッショニスト、作曲家、ショー構成作家、パーカッションインストラクター。東京都調布市出身。

## 略歴
- 1989年：父親の転勤により、アメリカ・シカゴに渡る。15歳からパーカッションのレッスンを受けるまではフルートを吹いていた。音楽を始めたのは、言葉の壁を越えるため。
- 1993年：University of Tennessee at Chattanooga（UTC）入学。
- 1995年：2度の浪人を経て、「The Cavaliers」入団。ドラムコー・インターナショナル（DCI）にて団体優勝、ベスト・パーカッション賞受賞。
- 1996年：DCIスネアドラム・ソロ部門で初優勝。
- 1997年：「The Blue Devils」に移籍。再びDCI団体優勝、ベスト・パーカッション賞受賞。パーカッシブ・アーツ・ソサエティ・インターナショナル・コンベンション（PASIC）のマーチング・スネアドラム・ソロ・コンペティションで優勝。
- 1999年：PASIC優勝。
- 2000年：UTC卒業。「Blast!(en)」に入団。当時唯一の日本人団員となる。アメリカ国内ツアーやイギリス王室のために開かれた『The Royal Variety Show』への出演を経て、翌年にはスネアドラム・ソリストの一人に選ばれる。
- 2002年：「Blast!」を一時退団。帰国し日本国内で演奏活動や音楽指導をする。
- 2003年：『Blast! Japan Tour』に、ソリスト、インストラクター、リーダーとして参加。『Blast! Norath American Tour』に参加。
- 2005年：堂本光一主演ミュージカル『Endless SHOCK』にパーカッショニストとして参加。堂本へのパーカッション指導と舞台上でのセッションを行う。2019年現在まで毎年出演。
- 2015年：嵐コンサート『ARASHI LIVE TOUR 2015 Japonism』において、櫻井翔にスネアドラムの指導をする。

## 人物
メインの奏法はルーディメンタル・ドラミング。「2本のスティックでどこまで出来るか」をテーマに、音とビジュアルでのパフォーマンスを行う。スネアドラムやドラムセットの演奏はもちろん、和太鼓やコンガ、空き缶なども楽器の一部に組み込む。1人でステージに立っても観客に全く物足りなさを感じさせない、高い技術やエンターテインメント性が評価を得ている。
また、マーチングバンドやドラムコーの指導、ワークショップの開催など、後輩の育成にも力を入れている。「人の能力は発揮できる良い環境があれば伸ばして行ける。でも使わなければ伸びるものも伸びない」「潜在能力を持っていても、開花させるための努力を続けなければ可能性は可能性のままで終わってしまう」（鼓喇舞公式ブログより要約）という発言のように、日々の努力が最も大切だという姿勢をもっている。
握手を求められると中学生相手にもきちんと腰を落とし、両手でしっかり握手をするなど、好人物評が上がっている。

## 主な出演作品

### ステージ
- Blast! Japan Tour （2003年 - 2005年）
全国13カ所 （東京・大阪・静岡・名古屋・広島・富山・長野・岩手・新潟・仙台・福岡・高知・愛媛）
- Blast! ワークショップ全国ツアー （2005年6月15日 - 23日）
全国8カ所 （東京・大阪・福岡・広島・愛媛・静岡・仙台・新潟）
- Endless SHOCK （2005年 - 帝国劇場）
- 鼓喇舞 collab （2007年5月26日 - 27日 大阪府立青少年会館文化ホール） - 監修も担当している

他、ワークショップなども含め多数。

### テレビ
- ポンキッキーズ21（フジテレビ系：2004年）
- ポカポカ地球家族（テレビ朝日系：2005年1月15日）
- 僕らの音楽 Our Music （フジテレビ系：2005年6月10日）
- 題名のない音楽会 （テレビ朝日系：2005年7月3日）
- 英語でしゃべらナイト （NHK：2005年7月4日）
- みゅーじん （テレビ東京系：2006年6月10日）
- ちちんぷいぷい （毎日放送：2007年5月9日）
- 櫻井・有吉 THE夜会 （TBS：2016年1月14日）
- ライオンのグータッチ（フジテレビ）グータッチサポーター

## 関連商品

### DVD
- NAOKI ISHIKAWA
- 佐渡 裕&シエナ・ウインド・オーケストラ「ブラスの祭典ライヴ2004」
- [MR] Mastering Rudiments 石川 直 (<DVD>) - 下記の同名書籍の動画解説DVD。

### 書籍
- 石川直パーソナルブック
オフィシャル写真集
- [MR] “Mastering Rudiments” 石川 直 （2006年9月7日）
スネアドラムの教則本CD付。
（出版：ヤマハミュージックメディア　ISBN 4-636-80889-4 ）